# Johannes Schnell (Rechtshistoriker)

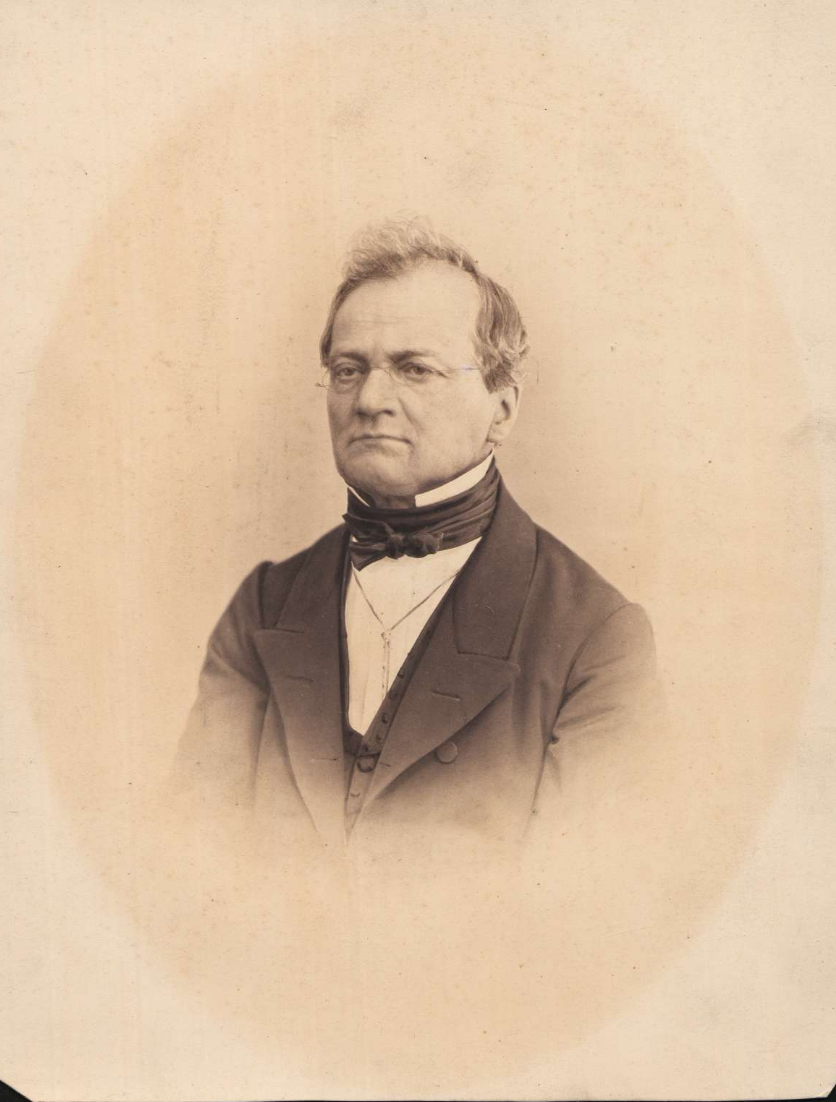
Johannes Schnell

Johannes Schnell (* 31. August 1812 in Basel; † 16. Oktober 1889 in Bern) war ein Schweizer Rechtshistoriker.

## Leben
Johannes Schnell, Sohn des Juristen Johann Rudolf Schnell, besuchte in Basel das Pädagogium und absolvierte anschliessend ein Rechtsstudium in Heidelberg, Bonn und Berlin, das er mit der Promotion in Heidelberg beendete. 1837 habilitierte er sich und war von 1838 bis 1839 ausserordentlicher und von 1839 bis 1878 ordentlicher Professor für schweizerisches Zivil- und Strafrecht an der Universität Basel, der er von 1851 bis 1852 als Rektor vorstand.
Schnell erwarb sich Verdienste durch die Edition von Rechtsquellen, die er nach aufwendigen Archivrecherchen zusammenstellte. Neben seiner Lehr- und Forschertätigkeit wirkte er 1836 bis 1875 als Kriminalrichter und als Zivilgerichtspräsident in Basel. Gemeinsam mit Friedrich von Wyss, Friedrich Salomon Ott und Johann David Rahn gründete er 1852 die Zeitschrift für Schweizerisches Recht (ZSR), die er bis 1882 redaktionell betreute.
Seine Tochter Johanna Juli (Jenny) (* 1841 in Basel) war mit dem Diakonie-Vorsteher Johann Friedrich Dändliker verheiratet.